# Выкуп невесты
Вы́куп неве́сты — плата деньгами или имуществом, которую жених вносил родителям или родственникам невесты, иногда — общине, а во время свадебного обряда — дружкам со стороны невесты. Обычай, имеющий древние корни. В европейских странах — как развлечение, часть свадебного обряда. В некоторых мусульманских странах, в зависимости от статуса невесты и жениха — может выражаться в довольно крупной сумме или дорогостоящем имуществе.

## Калым
Калым (тюрк.) — название выкупа в мусульманских странах.
В исламе понятие калым не является выкупом за невесту её семье. Это подарок жениха невесте в виде приданого, которое остается в её распоряжении и после свадьбы (а в случае последующего развода — и после развода) — махр.

Отдавайте женщинам их калым (махр). Вы не имеете права на их калым. И если они по своей доброй воле уступят вам часть его, тогда вы можете использовать его как чистые добрые деньги, направленные на благо семьи.
— Сура 4 «Женщины» Корана
Однако во многих частях исламского мира, в частности у тюрков, калым продолжает рассматриваться как выкуп за невесту её семье. При этом согласие невесты на передачу калыма её семье не спрашивается, или носит формальный характер.
Тем временем у талышей за выкуп невесты, кебин, обязана платить семья самой невесты.
У башкир калым существовал до принятия ислама. В состав калыма входили скот, деньги, украшения, ткани, хозяйственные и бытовые предметы. В XIX веке преобладал денежный калым. Размер калыма зависел от социального и материального положения сторон и составлял от 150 до 1500 руб. Для совершения бракосочетания достаточно было внести определённую часть калыма, оговоренную при сватовстве и необходимую для проведения свадьбы (скот для свадебного угощения, свадебная одежда для невесты, подарки). До уплаты всей суммы калыма невеста (жена) оставалась в доме отца. По обоюдному согласию сторон муж мог забрать жену к себе по уплате половины калыма. Иногда отец мог вернуть свою дочь до полной уплаты калыма. В свадебной церемонии с передачей калымного скота связан особый обряд (ҡaлын алыу, ҡapшы туй, ҡaлын алырга барыу). Его проводили в доме жениха после бракосочетания и главных свадебных торжеств (в С.-В. и В. Башкирии и в Зауралье до бракосочетания, через 15-20 дней или 2-3 мес. после брачного сговора). По ритуалу родственники невесты должны были поймать калымный скот (ҡaлым малы), уплатить выкуп за каждую голову полученного скота и др. В несостоятельных семьях практиковалась отработка калыма в хозяйстве будущего тестя или тёщи. Калым у башкир бытовал и в начале XX в.

## Славянское «Вено»
Ве́но (веино, завеино, смеино, ц.-сл. вѣно, чеш. veno, пол. wiano, укр. віно) — в древности у славян означало плату, то, что заплачено. Основное значение этого слова, утерянное уже в старину, была плата за венок, как символ девственности; затем употреблялось в двояком значении:
1. В значении выкупа, который платился за невесту (см. Выкуп); в этом значении вено дважды встречается в летописи: под 988 г., когда Владимир, вступая в брак с греческою царевной, «вдасть же за вѣно корсѹнь грекомъ царицы дѣлѧ» и под 1043 г.
2. Вместе с тем слово вено употреблялось (в Кормчих и у чехов) и в значении приданого, которое родители невесты дают жениху.

В памятниках польского и литовско-русского права приданое, приносимое невестою называлось посаг, веном же называлась та сумма, которую муж записывал на своем имуществе в обеспечение приданого жены. Существование такой записи обуславливается системой общения имуществ в браке. Если цель брака — рождение детей — достигнута, то имущество, принесенное в виде приданого, остается навсегда в распоряжении семьи, то есть идет в наследство детям, подобно имуществу мужа. Но детей может и не быть, и жена может пережить мужа, а между тем муж при жизни может воспользоваться имуществом жены. Для предупреждения этого муж при совершении брака обеспечивает целость приданого жены посредством залога на известной части своего собственного имущества. Первоначально не было определено на какой именно части его имущества может быть дано мужем такое обеспечение. Но впоследствии злоупотребления в пользу жены и во вред родственникам мужа заставили установить закон, по которому муж мог записать жене вено лишь на третьей части своих имуществ. Акт установления такого залога назывался веновою записью. Из литовского статута положения о вене, но без указанного ограничения, перешли в Свод Законов (т. X, ч. 1, ст. 111, 1005, 1157) и действовало в Черниговской и Полтавской губерниях. Но в Своде Законов удержался лишь термин веновая запись, но не вено; под веновой записью закон разумеет придано-обеспечительную запись, выдаваемую женихом на такую часть своего недвижимого имущества, которая бы соответствовала принятому им приданому. Недвижимое имущество мужа, на коем обеспечено приданое жены, не может быть отчуждаемо, ни обременяемо долгами без её согласия. Вступающий в брак со вдовой, которой приданое было первым её мужем обеспечено, освобождается от обязанности выдавать ей от себя веновую запись.

## Свадебный выкуп у славян

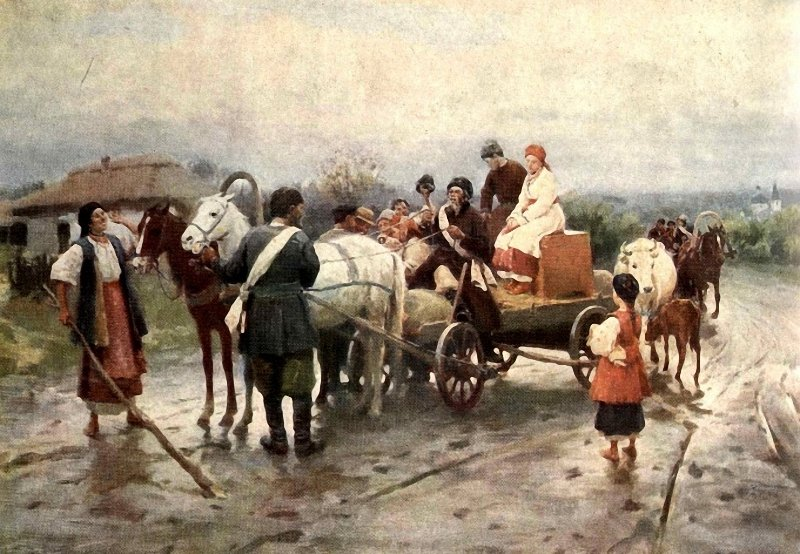
Н. К. Пимоненко. Выкуп невесты. 1908

Сва́дебный вы́куп — славянский обряд, при котором обычно сваха, дружки, сам жених или гости вносят реальную или символическую плату (деньги, пища, полотно, рушник и т. п.) за выход невесты из дома, проезд «свадебного поезда», танец с невестой, при «похищении невесты» или её туфли на свадьбе.
В свадебном обряде ритуалы, связанные с выкупом, распространены на всех его стадиях. Выкупаются невеста и символ девичества — коса невесты, лента (с.-рус. красота), венок (бел.); приданое; свадебное знамя (ю.-слав.); право на проезд свадебного поезда (дорогу перекрывают брёвнами, камнями, верёвкой, цепью, лентой, снопами, столом с чарками); возможность входа в дом; место возле невесты за столом (в.-слав.); каравай; постель (в.-, з.-слав.); право брачной ночи. Кроме того, молодой платит за угощение и дары после брачной ночи.